# Dolní Mlýny (Podhoří)
Dolní Mlýny jsou osada údolní nivy potoka Jezernice, součást vesnice Podhoří, části města Lipník nad Bečvou v okrese Přerov v Olomouckém kraji. Leží na jižním okraji katastrálního území Podhoří na Moravě. Jsou známé především dvěma již nefunkčními vodními mlýny a nefunkční vodní pilou využívajícími náhon z vody potoka Jezernice (přítok řeky Bečvy). Vybavení těchto mlýnů je již zchátralé. Kolem Dolních Mlýnů vede modrá turistická značka z obce Jezernice do Podhoří, a také dvě cyklostezky. V severní části Dolních Mlýnů jsou dva neudržované rybníky. Osada je využívána k trvalému a chatovému bydlení.

## Historie
Název Dolní Mlýny (podobně jako ostatní názvy polních tratí části katastru Podhoří) je asi poprvé mapově doložen v josefínském katastru. Vodní mlýny zde však existovaly již od středověku.
Na spodním mlýně (č. 30) působil minimálně od počátku 19. století rod Drexlerů (Drechslerů) a posledními mlynáři v generační linii dcer byli Gogela a Lukáš. Dolní Mlýny (a další mlýny v okolí) a tehdejší mlynář z č. 30 jsou také uvádění ve spojitostí s neuskutečněnou realizací stavby mlýna na potoce Žabníku.
Na horním mlýně (č. 29) byla vodní pila (mlynáři Hlaváč, Gogela a později získal usedlost mlynář Pop).

## Další informace
V Dolních Mlýnech bydlí Vladimír Proček – bývalý závodník, stolař a několikanásobný medailista zahraničních a domácích mistrovství v motorovém paraglidingu.
V blízkosti Dolních Mlýnů se nachází kaplička sv. Huberta a také sportovní areál (obojí již na katastru blízké obce Jezernice).

## Galerie

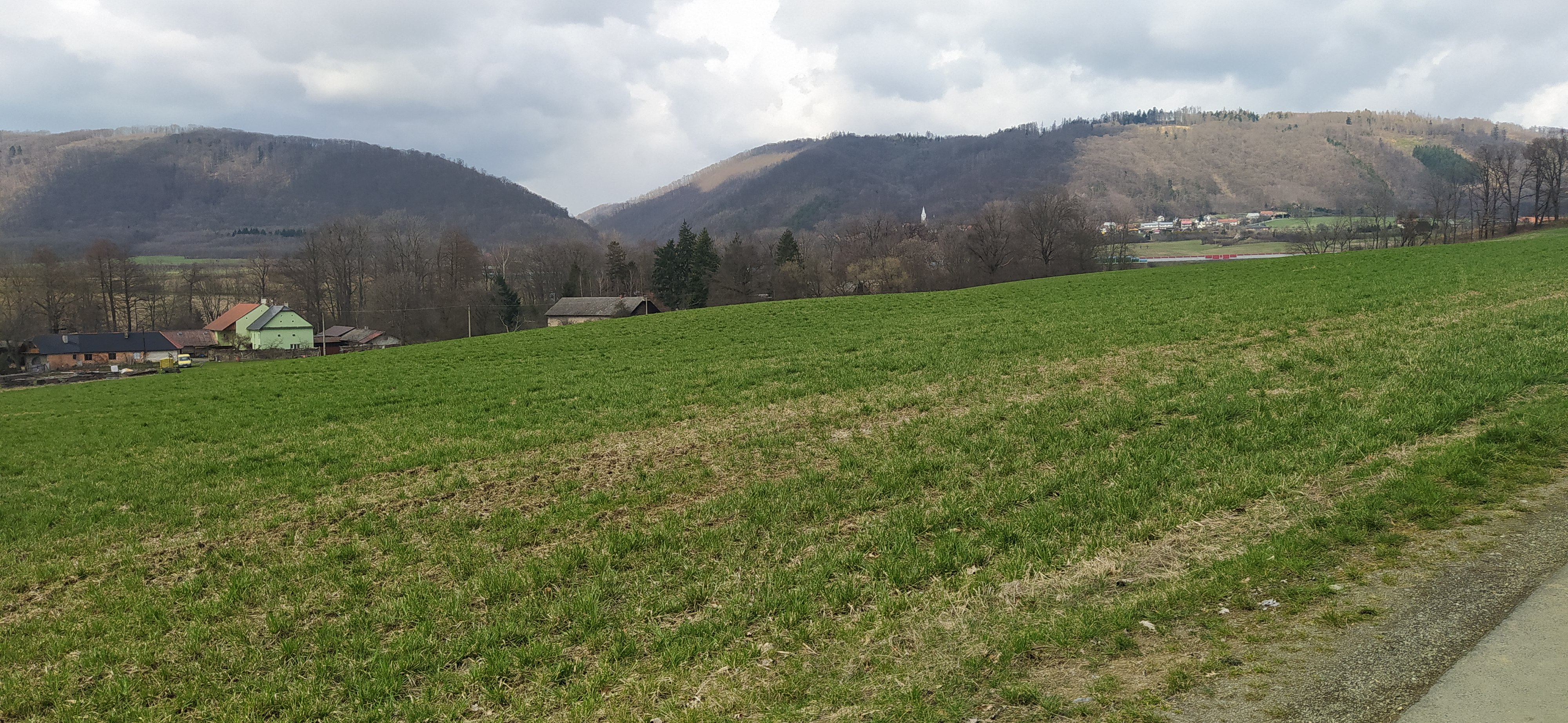
Pohled na jižní část Dolních Mlýnů, Podhoří a Oderské vrchy (kopce Kopánky (Obírka) a Juřacka a údolí Peklo)
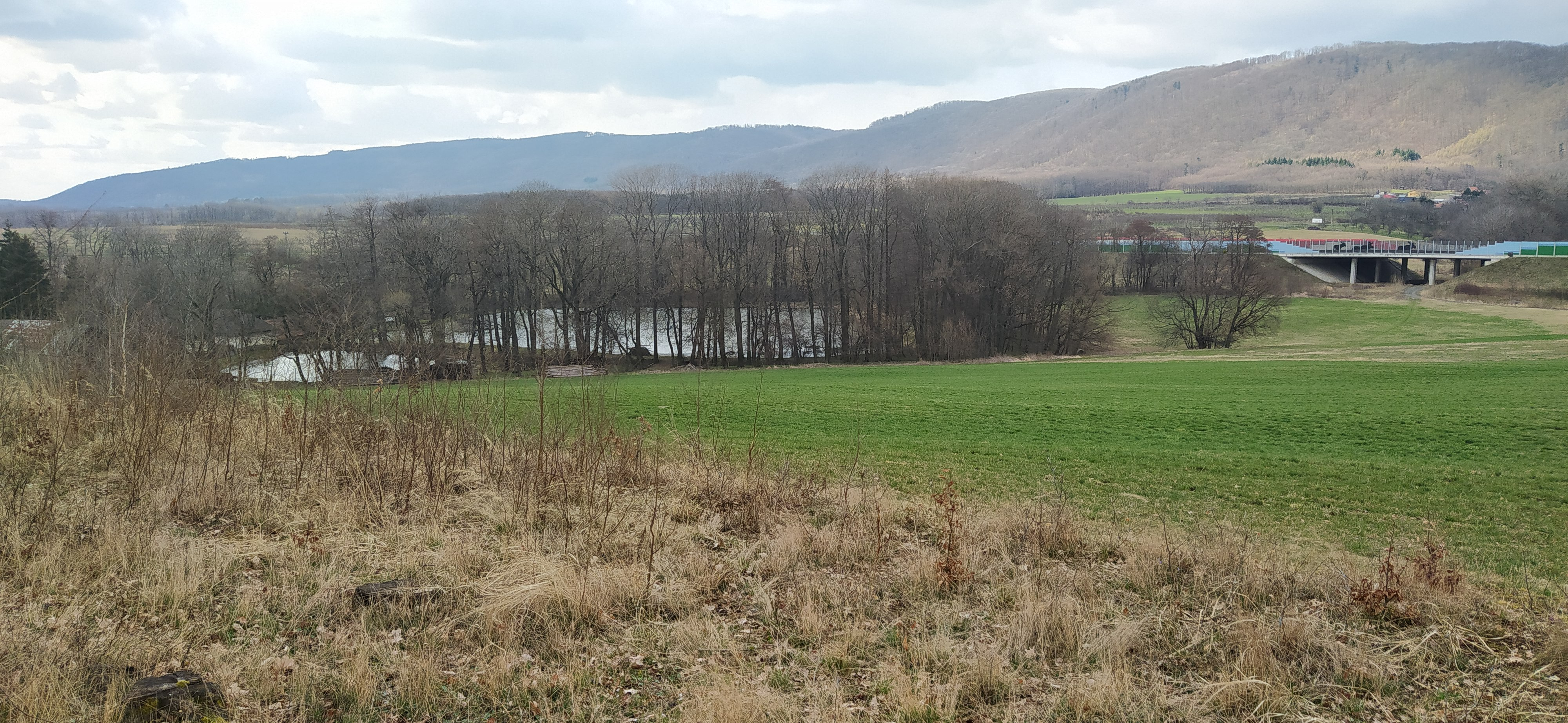
Pohled na severní část Dolních Mlýnů, dálnici D1 a Oderské vrchy (kopec Obírka)